# Чолак, Георге
Гео́рге Чо́лак (рум. Gheorghe Ciolac; 10 августа 1908, Comloșu Mare, Тимиш — 13 апреля 1965, Тимишоара) — румынский футболист, играл на позиции нападающего. Участник чемпионата мира 1934 года.

## Биография

### Клубная карьера
C 1924 по 1930 год Чолак играл за «Банатул». В 1930 году перешёл в «Рипенсию», за которую играл в течение 11 сезонов, выиграл 4 чемпионских титула и 3 Кубка Румынии. Всего за «Рипенсию» в Дивизии А сыграл 116 матчей и забил 46 голов. Завершил игровую карьеру в 1941 году.

### Карьера в сборной
Дебютировал в составе сборной Румынии 6 мая 1928 года в матче против сборной Югославии — Румыния проиграла ту встречу со счётом 1:3. В составе сборной Румынии Чолак выиграл 3 Кубка Балкан. Был в заявке команды на чемпионате мира 1934 года, но на поле так и не выходил.
Всего за сборную Румынии сыграл 24 матча и забил 13 голов.

### Дальнейшая жизнь
Получив образование в Высшей школе коммерции, работал бухгалтером в мэрии Тимишиоары.
Скончался 13 апреля 1965 года в Тимишоаре в возрасте 57 лет.

## Достижения
«Рипенсия»
- Чемпион Румынии (4) : 1932/33, 1934/35, 1935/36, 1937/38
- Обладатель Кубка Румынии (2) : 1934/35, 1936/37

 Румыния
- Обладатель Кубка Балкан (3) : 1929–1931, 1933, 1936